# 小澤俊朗
小澤 俊朗（おざわ としろう、1948年8月27日 - ）は、日本の外交官。在ウィーン国際機関政府代表部特命全権大使。
国際連合政府代表部大使、国際平和協力本部事務局長、南アフリカ共和国駐箚特命全権大使などを歴任した。

## 来歴

### 生い立ち
1948年生まれ、東京都出身。東京大学に進学し、法学部にて学んだ。1973年に東京大学を卒業し、外務省に入省した。

### 外交官として

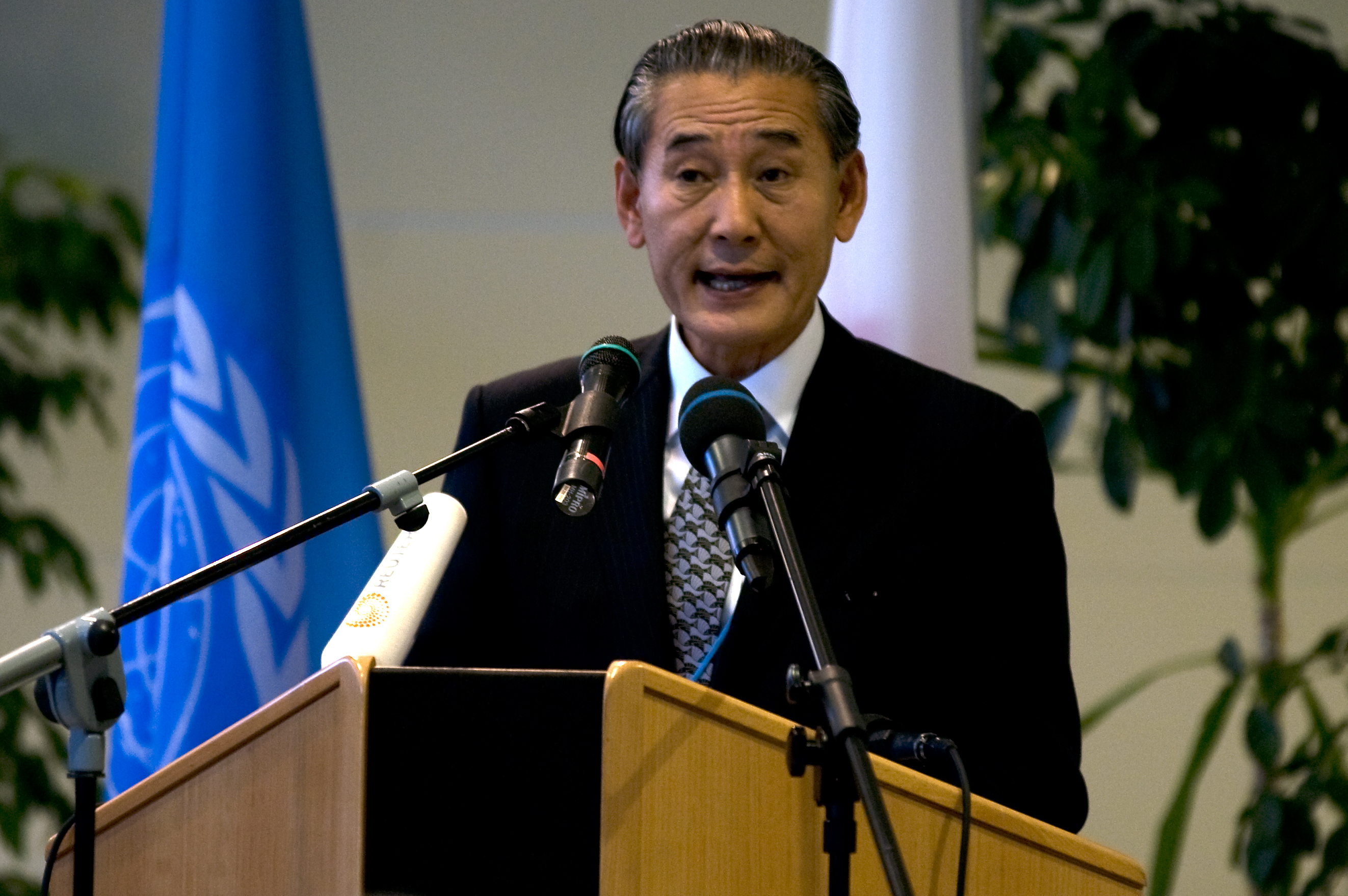
2012年3月12日、ウィーン国際センターでの東日本大震災一周年追悼式典にて

外務省の本省においては、事務次官秘書官を経て、北米局の安全保障課や北米第一課にてそれぞれ課長を務めた。1998年には、北米局の参事官となった。在外公館においては、1994年には在ロシア大使館の参事官に、1996年には在マレーシア大使館の公使となった。1999年、日本国際問題研究所の所長代行に就任するとともに、九州大学の客員教授を兼任した。
2001年、在バンクーバー総領事に就任し、在バンクーバー総領事館に駐在した。2003年、国際連合政府代表部大使に任命され、アメリカ合衆国に所在する国際連合政府代表部にて三席として勤務した。2006年、内閣府の特別の機関である国際平和協力本部の事務局長に就任した。
2008年、南アフリカ共和国駐箚特命全権大使に就任し、在南アフリカ共和国大使館に駐在した。在任中、大使館を訪れたニワンゴ取締役の西村博之らの取材を受ける形で、「ニコニコ生放送」に出演した。同放送では、「2010 FIFAワールドカップ」を前に、南アフリカ共和国の治安などについての説明を行った。2012年、在ウィーン国際機関政府代表部特命全権大使に就任し、オーストリアに所在する在ウィーン国際機関政府代表部に駐在した。在任中は、福島第一原子力発電所事故が未だ収束しないこともあり、国際原子力機関など原子力に関する機関との関係強化に尽力した。

## 略歴
- 1948年 - 誕生。

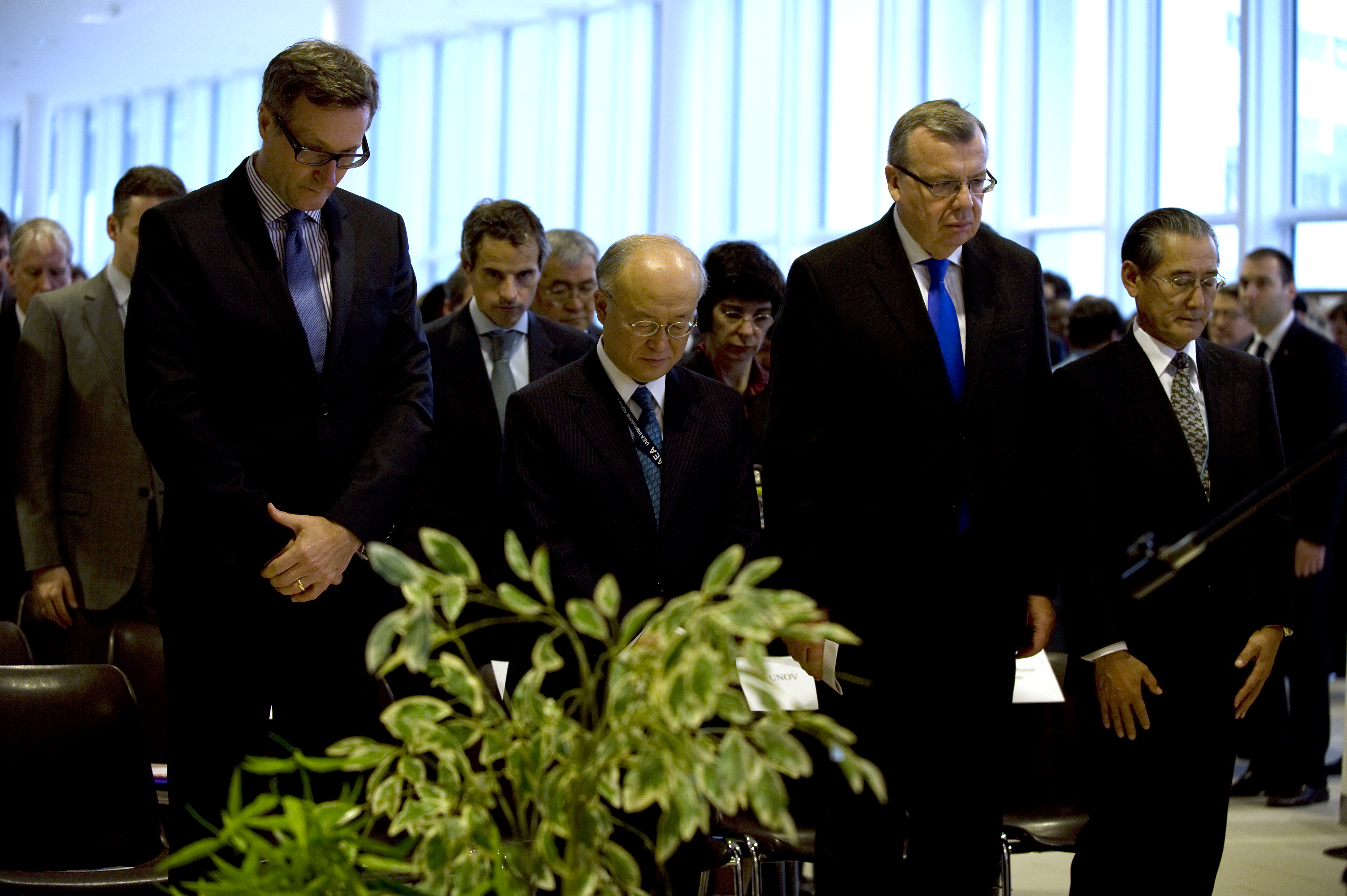
2012年3月12日、包括的核実験禁止条約機関準備委員会事務局長ティボル・トート（左から1人目）、国際原子力機関事務局長天野之弥（左から2人目）、国連薬物犯罪事務所事務局長ユーリ・フェドートフ（右から2人目）とともに東日本大震災の犠牲者のため黙祷

- 1968年 - 東京都立新宿高等学校卒業。
- 1973年 - 東京大学法学部卒業。
- 1973年 - 外務省入省。
- 1989年 - 外務省事務次官秘書官。
- 1991年 - 外務省北米局安全保障課課長。
- 1992年 - 外務省北米局北米第一課課長。
- 1994年 - 在ロシア大使館参事官。
- 1996年 - 在マレーシア大使館公使。
- 1998年 - 外務省北米局参事官。
- 1999年 - 日本国際問題研究所所長代行。
- 1999年 - 九州大学客員教授。
- 2001年 - 在バンクーバー総領事。
- 2003年 - 国際連合政府代表部大使。
- 2006年 - 国際平和協力本部事務局長。
- 2008年 - 南アフリカ共和国駐箚特命全権大使。
- 2012年 - 在ウィーン国際機関政府代表部特命全権大使。
- 2016年1月1日 - 国際大学国際関係学研究科客員教授[4]。

## 同期

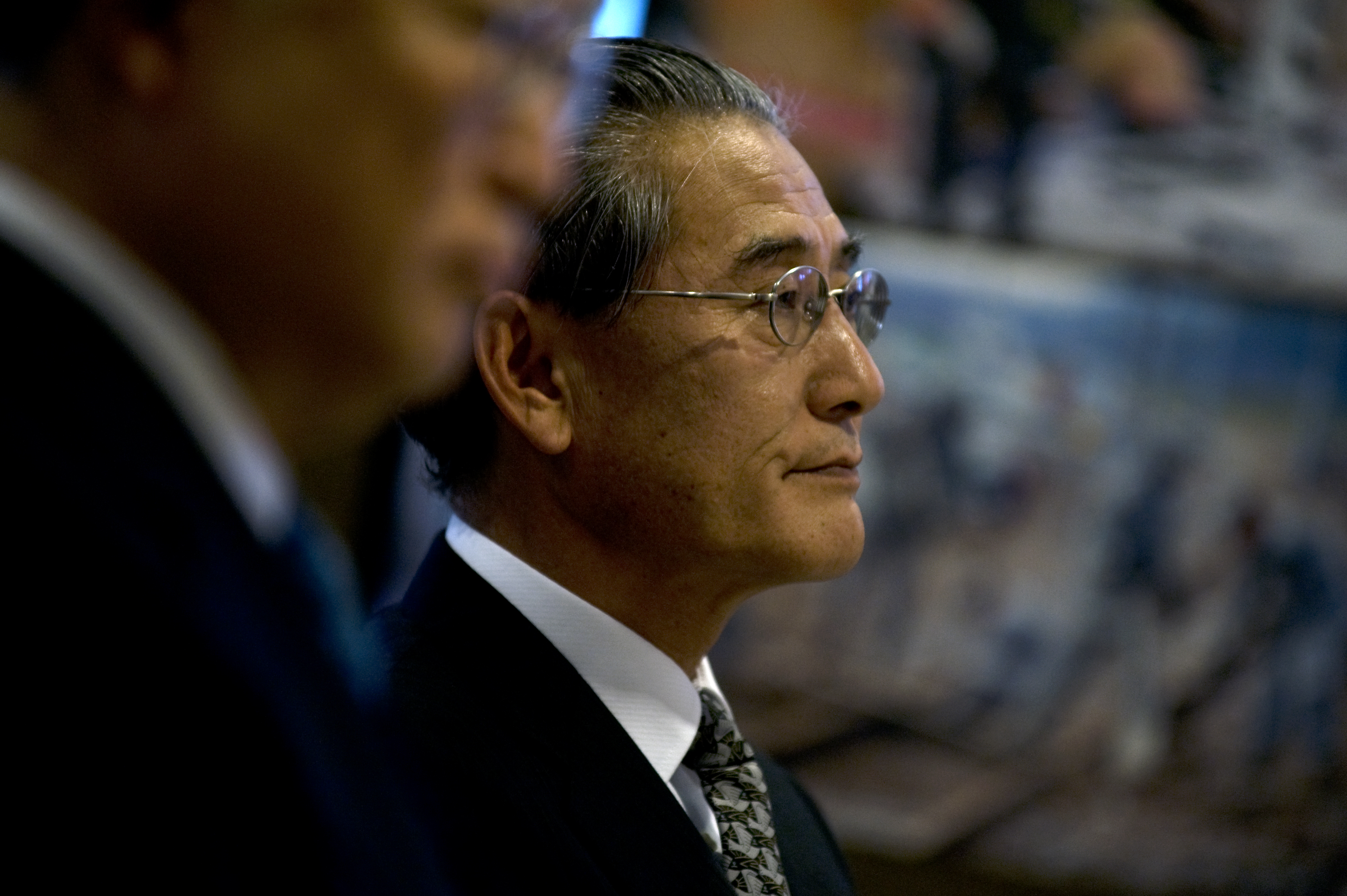
2012年3月12日、ウィーン国際センターでの東日本大震災一周年追悼式典にて

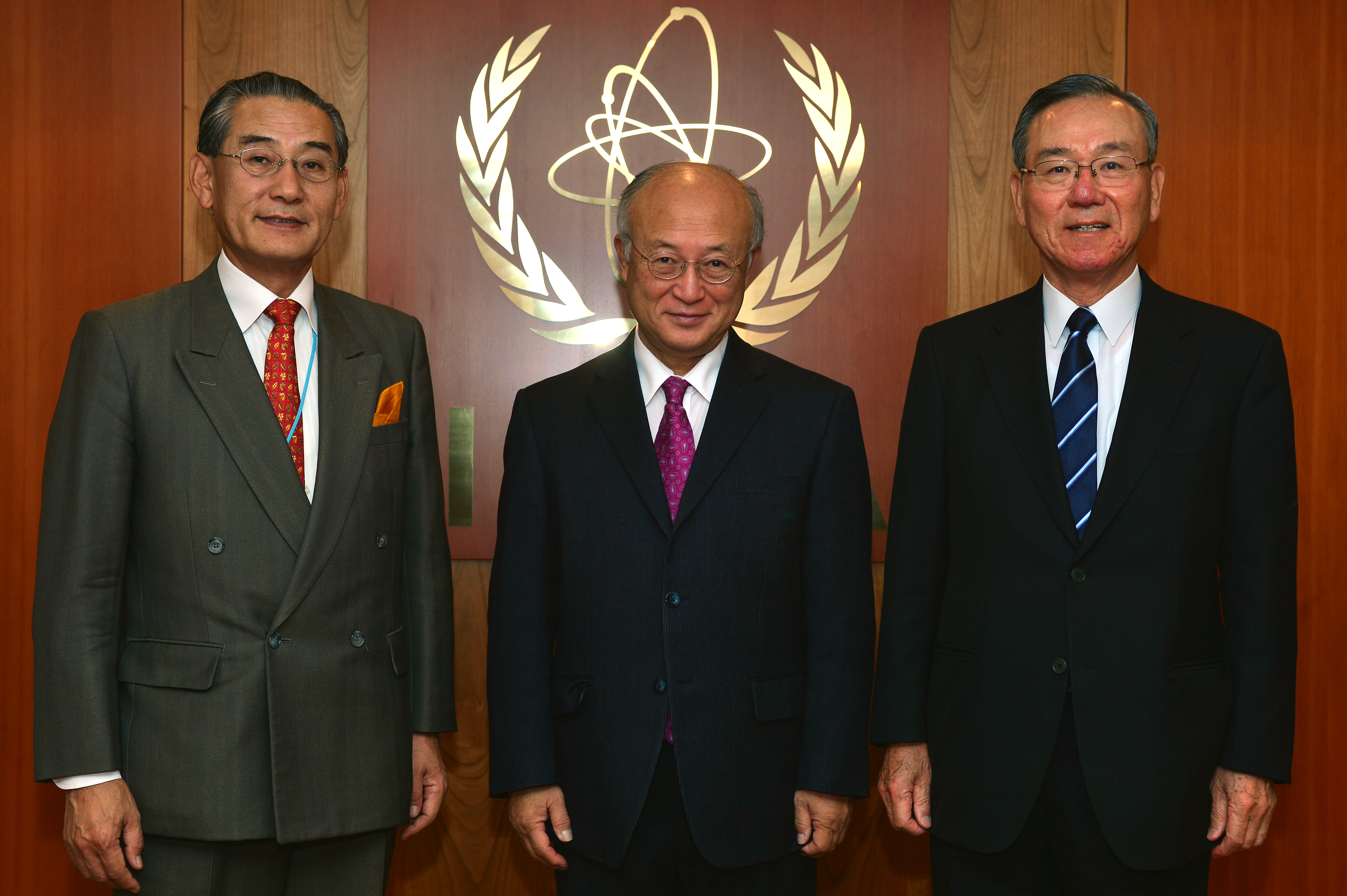
2012年10月24日、国際原子力機関事務局長天野之弥（中央）、原子力規制委員会委員大島賢三（右）と

- 岡田眞樹（11年タンザニア大使・09年農畜産業振興機構理事）
- 小林正雄（11年ガボン大使・10年官房調査官）
- 神谷武（駐パラグアイ大使）
- 天野万利（11年軍縮会議日本政府代表部特命全権大使・07年OECD事務次長）
- 塩尻孝二郎（11年EU大使・08年駐インドネシア大使・05年外務省大臣官房長）
- 坂場三男（08年ベトナム大使・06年外務報道官・中南米局長）
- 加来至誠（11年ホンジュラス大使・07年駐エルサルバドル大使）
- 杉本信行（01年上海総領事）
- 鈴木一泉（10年駐コロンビア大使）
- 中村滋（11年マレーシア大使・06年駐サウジアラビア大使・04年国際情報統括官）
- 岩谷滋雄（10年駐オーストリア大使）
- 黒田義久（10年駐ウズベキスタン大使）
- 鹿取克章（11年インドネシア大使、06年駐イスラエル大使・05年外務報道官・04年領事局長）
- 塩崎修（08年駐ホンジュラス大使）
- 塩口哲朗（11年ベネズエラ大使・08年駐ヨルダン大使・06年国際協力銀行理事・04年駐コートジボワール大使）
- 水野達夫（07年駐ネパール大使）
- 堀江正彦（07年マレーシア大使・04年カタール大使）
- 野川保晶（12年ニュージーランド大使）